# Marlenka Stupica
Marlenka Stupica, de domo Muck (ur. 17 grudnia 1927 w Mariborze, zm. 17 czerwca 2022 w Lublanie) – słoweńska ilustratorka i malarka.

## Życiorys
Urodziła się 17 grudnia 1927 roku w Mariborze. W 1950 roku została absolwentką malarstwa na Akademii Sztuk Pięknych w Lublanie, gdzie studiowała u profesorów Franca Miheliča i Gojmira Antona Kosa. Pierwszą książkę zilustrowała w 1948 roku. W 1952 roku rozpoczęła stałą współpracę z wydawnictwem Mladinska knjiga, która trwała 50 lat.
Na jej ilustracje składają się przede wszystkim rysunki i akwarele, które cechuje prostota. Tworzyła ilustracje do różnorodnych książek dla dzieci, jak do klasycznych baśni braci Grimm i Hansa Christiana Andersena, tak do twórczości słoweńskich pisarzy, takich jak Oton Župančič czy Ela Peroci. Jej dorobek liczy przeszło sto publikacji książkowych.
W 1972 roku została wyróżniona Nagrodą Fundacji Prešerna za działalność na polu ilustracji dla dzieci, a w 2013 roku Nagrodą Prešerna za całokształt twórczości. Siedmiokrotnie została laureatką słoweńskiej Nagrody im. Levstika. Trzykrotnie jej pracom przyznano Plakietkę podczas Biennale Ilustracji Bratysława (1969, 1971, 1977). W 1995 roku otrzymała nagrodę za całokształt twórczości podczas Biennale Słoweńskiej Ilustracji.
Jej córka, Marija Lucija Stupica, również została ilustratorką.